# Nimno
Nimno este o localitate din comuna Rogaška Slatina, Slovenia, cu o populație de 77 de locuitori.